# Фредді Принц-молодший
Фредерік Джеймс Принц-молодший (англ. Frederick James Prinze Jr.; нар. 8 березня 1976) — американський актор, найбільш відомий за головними ролями у фільмах «Я знаю, що ви скоїли минулого літа» (1997), «Це все вона» (1999), «Голова обертом» (2001) та «Скубі-Ду» (2002).
Фредді Принц-молодший — єдиний син коміка і актора Фредді Принца.

## Біографія
Фредді Принц-молодший народився 8 березня 1976 року в місті Лос-Анджелес. 29 січня 1977 року його батько Фредді Принц покінчив життя самогубством, після чого його мати з ним переїхала до Альбукерке, Нью-Мексико. В старших класах займався в шкільній акторській студії. Після закінчення школи 1994 року переїхав у Лос-Анджелес, щоб пройти прослуховування на телевізійні ролі. 1995 року отримав перші ролі у телешоу. Поява в одній з головних ролей у фільмах «Я знаю, що ви скоїли минулого літа» та його продовженні «Я досі знаю, що ви скоїли минулого літа» зробили його відомим.
1999 року зіграв головну роль у молодіжному фільмі «Це все вона», який мав великий касовий успіх. Після цього зіграв ряд головних ролей у фільмах, які були сприйняті стримано.
2001 року Фредді Принц заручився, а наступного року одружився з Сарою Мішель Геллар, з якою познайомився у 1996 році на зйомках картини «Я знаю, що ви скоїли минулого літа». 2002 року фільм «Скубі-Ду», в якому молодята виконали головні ролі, став одним з хітів літнього сезону, а у 2004-му з ними вийшла його друга частина — «Скубі-Ду 2: Монстри на волі».
Згодом Фредді Принц зіграв ще кілька ролей у фільмах, але частіше став брати участь у телешоу та озвучуванні мультфільмів.

## Фільмографія
| Рік       |    | Українська назва                        | Оригінальна назва                     | Роль                                          |
| --------- | -- | --------------------------------------- | ------------------------------------- | --------------------------------------------- |
| 1996      | с  |                                         | ABC Afterschool Special               | Джефф (Епізод: "Too Soon for Jeff")           |
| 1996      | ф  | Джилліан на її 37-й день народження     | To Gillian on Her 37th Birthday       | Джої Бост                                     |
| 1997      | ф  |                                         | The House of Yes                      | Ентоні Паскаль                                |
| 1997      | ф  | Я знаю, що ви скоїли минулого літа      | I Know What You Did Last Summer       | Рей Бронсон                                   |
| 1998      | ф  | Я досі знаю, що ви скоїли минулого літа | I Still Know What You Did Last Summer | Рей Бронсон                                   |
| 1999      | ф  | Це все вона                             | She's All That                        | Закері «Зак» Сайлер                           |
| 1999      | ф  | Командир ескадрильї                     | Wing Commander                        | лейтенант Крістофер Блейр                     |
| 2000      | ф  |                                         | Down to You                           | Ел Коннеллі                                   |
| 2000      | ф  | Хлопці та дівчата                       | Boys and Girls                        | Раян Вокер                                    |
| 2001      | ф  | Голова обертом                          | Head over Heels                       | Джим Вінстон                                  |
| 2001      | ф  | Літні ігри                              | Summer Catch                          | Райан Данн                                    |
| 2002      | с  | Фрейзер                                 | Frasier                               | Майк (Епізод: "Juvenilia")                    |
| 2002      | с  | Друзі                                   | Friends                               | Сенді (Епізод: "The One with the Male Nanny") |
| 2002      | ф  | Скубі-Ду                                | Scooby-Doo                            | Фред Джонс                                    |
| 2004      | ф  | Скубі-Ду 2: Монстри на волі             | Scooby-Doo 2: Monsters Unleashed      | Фред Джонс                                    |
| 2004—2006 | с  | Юристи Бостона                          | Boston Legal                          | Донні Крейн (3 епізоди)                       |
| 2005—2006 | с  |                                         | Freddie                               | Фредді Морено (22 епізоди)                    |
| 2006      | мф | Нові пригоди Попелюшки                  | Happily N'Ever After                  | Рік (голос)                                   |
| 2007      | ф  |                                         | Brooklyn Rules                        | Майкл                                         |
| 2008      | ф  |                                         | Jack and Jill vs. the World           | Джек                                          |
| 2008      | мф | Дельго                                  | Delgo                                 | Дельго (голос)                                |
| 2010      | с  | 24                                      | 24                                    | Коул Ортіс (24 епізоди)                       |
| 2010      | с  | Ясновидець                              | Psych                                 | Денніс (Епізод: "Not Even Close, Encounters") |
| 2012      | вг | Mass Effect 3                           | Mass Effect 3                         | лейтенант Джеймс Веґа (голос)                 |
| 2012      | мф | Mass Effect: Paragon Lost               | マスエフェクト～失われたパラゴン      | лейтенант Джеймс Веґа (голос)                 |
| 2013—2014 | с  | Кістки                                  | Bones                                 | Денні Бек (2 епізоди)                         |
| 2014      | вг | Dragon Age: Inquisition                 | Dragon Age: Inquisition               | Залізний Бик (голос)                          |
| 2014—2018 | мс | Зоряні війни: Повстанці                 | Star Wars Rebels                      | Кенан Джаррус (голос, 71 епізод)              |
| 2016      | мс | Прикордонне містечко                    | Bordertown                            | Тут (голос, Епізод: "The Engagement")         |
| 2019      | ф  | Зоряні війни: Скайвокер. Сходження      | Star Wars: The Rise of Skywalker      | Кенан Джаррус (голос)                         |
| 2021      | мс | Зоряні війни: Бракована партія          | Star Wars: The Bad Batch              | Калеб (голос, Епізод: "Aftermath")            |
| 2022      | ф  | Клерки 3                                | Clerks III                            | аудитор                                       |
| 2022      | ф  |                                         | Christmas with You                    | Мігель Торрес                                 |
| 2025      | ф  | Я знаю, що ви скоїли минулого літа      | I Know What You Did Last Summer       | Рей Бронсон                                   |